# Woltersum
Woltersum (Gronings: Woltersom) is een klein dorp in de gemeente Groningen in de Nederlandse provincie Groningen, dat ligt aan het Eemskanaal. Woltersum telt 350 inwoners (2023) en behoorde tot 1 januari 2019 tot de gemeente Ten Boer.

## Geschiedenis

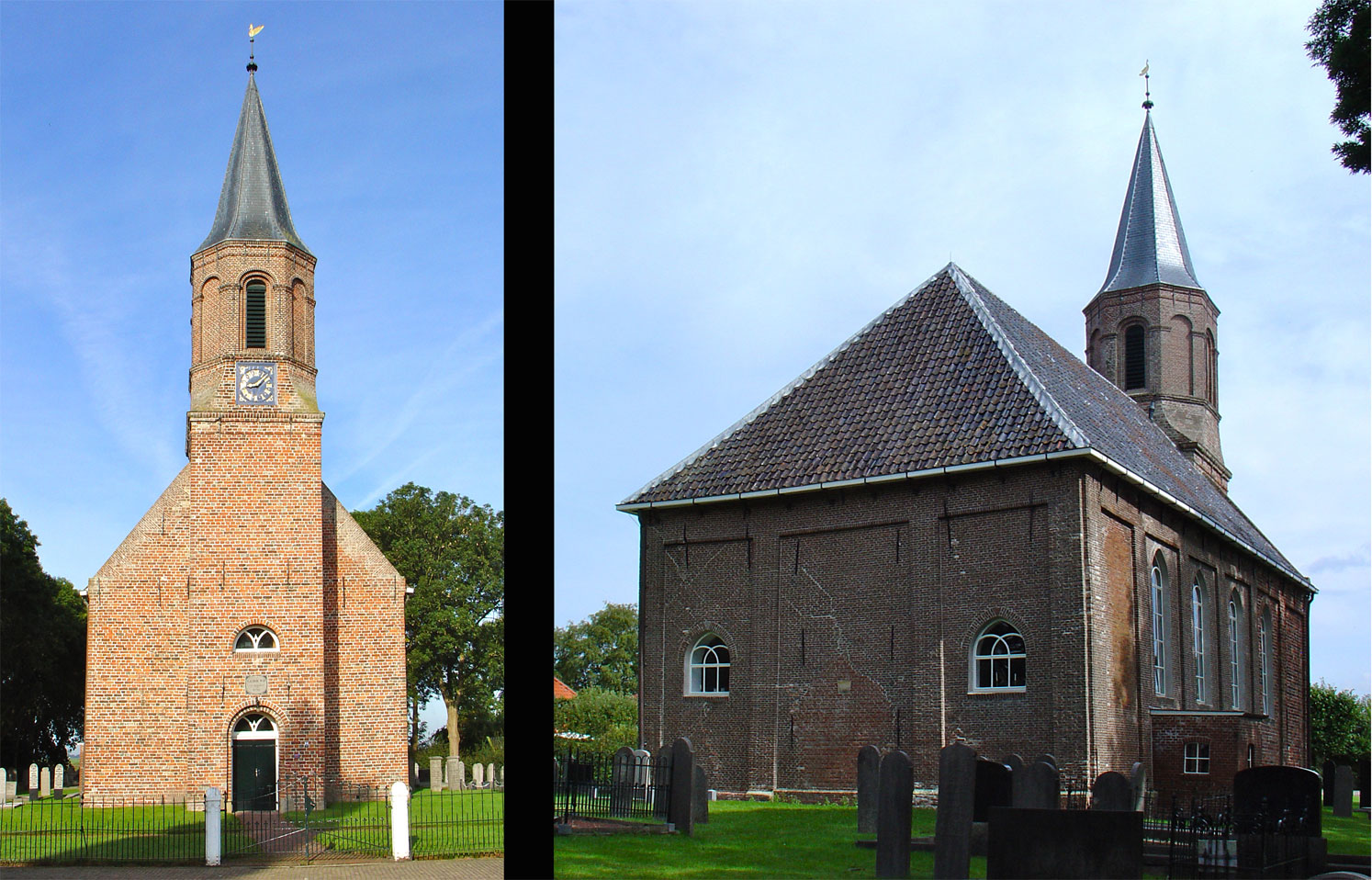
Kerk van Woltersum (voor- en achteraanzicht)

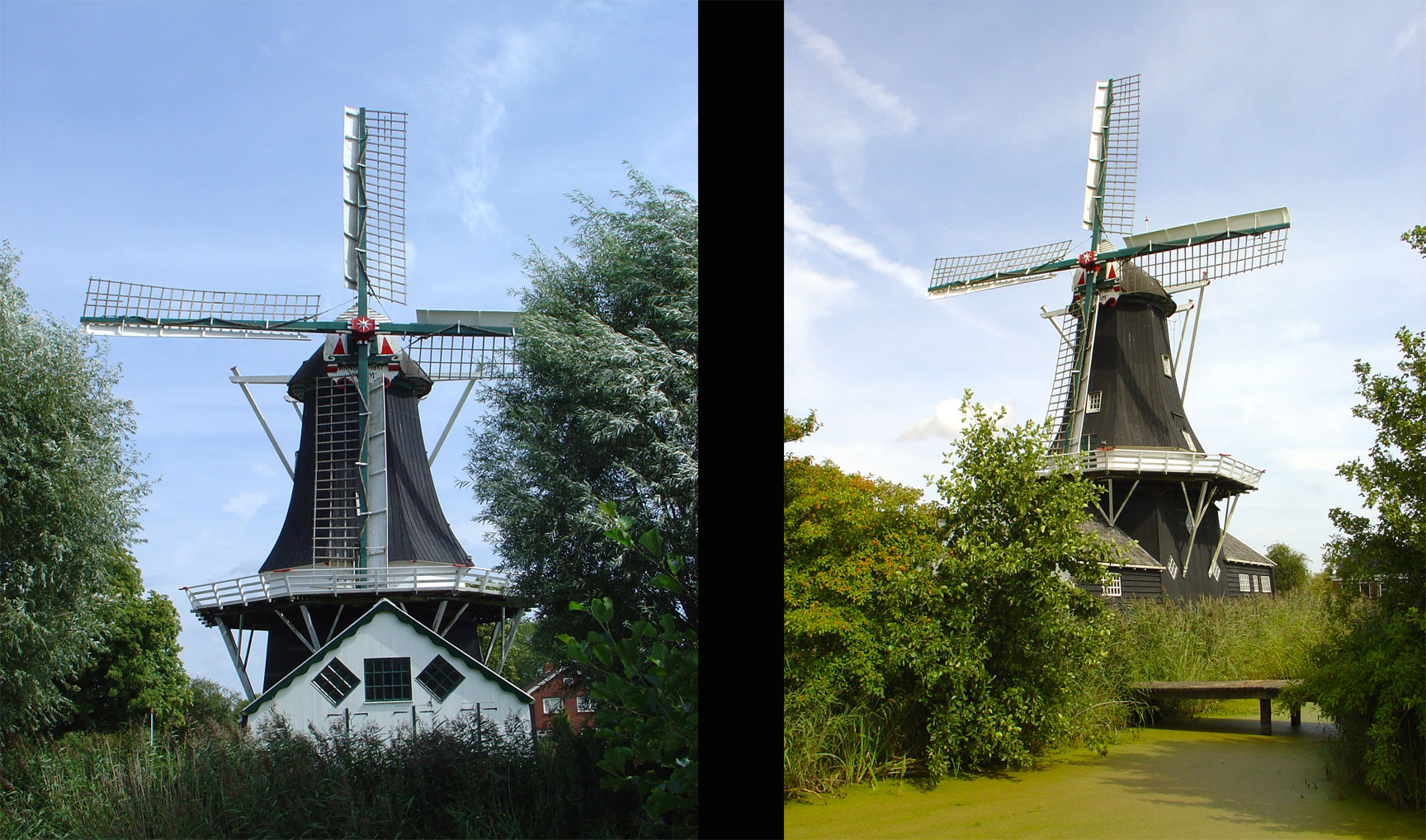
Molen Fram

Woltersum wordt in 1236 voor het eerst vermeld als Waltersum. De naam betekent vermoedelijk 'dorp' of 'heem van Walter'. Mogelijk wordt het dorp echter in de elfde eeuw genoemd als Walthuson of Waldhuson.
Het dorp is ontstaan rond een wierde in het stroomgebied van de rivier Fivel, die uit het achterliggende hoogveengebied stroomde. Bij Woltersum verenigde deze stroom (hier Slochter Ae genoemd) zich met twee andere veenriviertjes, namelijk de Kleisloot en een stroompje dat later het water van de Scharmer Ae zou afvoeren. De Slochter Ae zette zich voort ten noorden van de Kollerijweg en maakte vervolgens een bocht langs de kerk van Wittewierum. Vanaf de negende en tiende eeuw werd de ontginning van het achterland vanuit de rivieroevers ter hand genomen. Woltersum werd aan de westkant begrensd door de randveenontginning Bouwerschap, aan de oostkant door de meden of hooilanden van Wittewierum en de nieuw ontgonnen veenlanden langs de Graauwedijk. Ten zuiden van het dorp ontstonden de nederzettingen Blokum, Roeksweer, Luddeweer en De Hammen, de meeste gebouwd op wierden, daarna de veenontginningen rond Scharmer en Harkstede. Om toenemende wateroverlast de baas te worden, werden de riviertjes vervolgens gekanaliseerd. De Scharmer Ae en de Kleisloot werden weggeleid in de richting van het Lustigemaar, de Slochter Ae in de richting van de nieuw gegraven Ten Poster Ae, terwijl het water van het Schildmaar via Groeve naar het noorden werd afgevoerd. Dit gebeurde al rond 1200. De afsneden meander van de Slochter Ae gaf zijn naam aan de Kollerijweg (Kolde IJ = 'dode, verlaten Ae'). Omstreeks 1470 werd ten slotte ook de bovenloop van de Slochter Ae getransformeerd tot een recht kanaal - de Woltersummer Ae, later ook wel Woltersumerdiep genoemd.
Door zijn strategische ligging ontwikkelde Woltersum zich mogelijk tot handelscentrum voor de omgeving. Al in de 13e eeuw moet sprake zijn geweest van een redelijk dorp. Abt Menko van het Klooster Bloemhof vermeldt in 1238 dat de helft van het aantal werklieden voor de bouw van nieuwe kerk van Wittewierum uit Woltersum kwam.
Rond het dorp verrezen bovendien enkele steenhuizen, zowel in het dorp zelf als in Blokum en vermoedelijk ook in Rooksweer en elders. Het steenhuis van de hoofdeling Focke Ewesma (ook Eusma of Ewens) werd in 1411 door de stad Groningen verwoest. Het stond mogelijk ten zuiden van de Bouwerschapsweg. Een tweede steenhuis was in 1385 eigendom van de hoofdeling Nycolaus oftewel Clawes Schulte te Scharmer. Het stond up den oestersijde bij Woltersum dar de hoge heninge und wijde grafften sint en werd in 1415 door een zekere Focke Ackema aangekocht. Deze Ackingaheerd kwam later in handen van de familie Rengers. Vermoedelijk betrof het een omgracht erf aan de Kollerijweg, dat in 1488 bekend stond als Vosham en in 1512 als Fockesham; deze boerderij heeft nu de naam 'Zuider-Bawert' gekregen. Uit de 17e eeuw dateerde het 'Glimmershuis' ten westen van het diep, genoemd naar de doopsgezinde koopman Jacob Joosten Glimmer (ov. 1646), die zich hier in 1631 vestigde. Het was een eenvoudige buitenplaats, die in 1735 door de stad Groningen werd aangekocht en daarna gesloopt.
De patroonheilige van het dorp was vermoedelijk Johannes de Doper; het wapen met het Lam Gods werd overgenomen door de hoofdelingenfamilie Ewesma, die later naar Siddeburen uitweek.
Het dorp werd rond 1870 door de aanleg van het Eemskanaal in tweeën gedeeld. Van het oostelijke deel is weinig terug te vinden. Bij de verbreding van het kanaal in 1950 werden opnieuw huizen in Woltersum gesloopt.
In Woltersum staat een van de twee nog werkende houtzaagmolens in de provincie Groningen. Hij is tevens koren- en pelmolen, werd gebouwd in 1867 en kreeg later de naam 'Fram', ontleend aan het vaartuig 'Fram' van de Noorse ontdekkingsreiziger Fridtjof Nansen.
De kerk van Woltersum oogt middeleeuws, maar is pas in 1837 gebouwd. Daarbij is wel gebruikgemaakt van stenen die resteerden na de sloop van de veel grotere kerk uit de middeleeuwen, die in 1765 al deels was afgebroken. Wanneer deze werd gebouwd is niet bekend.
Op 6 januari 2012 kwam Woltersum landelijk in het nieuws. De inwoners werden voor één dag geëvacueerd in verband met een mogelijke doorbraak van de dijk van het Eemskanaal.

## Indeling
Het kerspel Woltersum bestond rond 1500 uit vijf zijleden, die behoorden tot drie afzonderlijke zijlvesten: het grootste deel van het dorp Woltersum en de buurtschap Blokum (met de gelijknamige wierde) behoorden tot het Scharmerzijlvest. De rest van het dorp ten oosten van de Woltersummer Ae heette Tappeweer; dit viel onder het Dorpsterzijlvest. Mogelijk betreft dit de naam van een verdwenen steenhuis (genoemd naar een zekere Tiadbo of Sjabbo).
De kleistreek rond Luddeweer (inden cleije) en de veenstreken aan de oostzijde van de Slochterweg (inden wolde) werd tot het Slochterzijlvest gerekend. Beide waren van elkaar gescheiden door een binnendijk, die Woltersummer mene wech oft water kaijinge werd genoemd; dat was de dijk langs afgedamde Slochter Ae (de latere Slochterweg). Blokum waterde uit naar Lustigemaar. Het dorp Woltersum waterde uit via de Woltersummer Ae, terwijl de landerijen ten oosten daarvan hun water naar het Katershalstermaar en de Oude Wijmers loosden; een deel daarvan viel onder het zijlrecht van Kolham. Deze gecompliceerde situatie is waarschijnlijk ontstaan door waterstaatkundige oorzaken.
Tot het grondgebied van Woltersum behoren de voormalige waterschappen Hoeksmeersterpolder (1801), Blokumerpolder (1802) en Boltjerpolder (1818) en Noorder Hoeksmeersterpolder (1868).

## Geboren
- Henric Piccardt (1636-1712), avonturier, diplomaat, syndicus (van 'Stad en Ommelanden') en borgheer
- Auke Sybenga (1920-1945), verzetsstrijder
- Wolter Blankert (1978), roeier, wereldkampioen (2007)